# Denmark Vesey
Denmark Vesey (også kaldet Telemaque) (ca. 1767 – 2. juli 1822) blev født ind i slaveri på St. Thomas, men havde levet med status af fri sort i mere end tyve år, før han i 1822 blev anklaget og hængt som hovedmanden bag et større slaveoprør i Charleston, South Carolina, kendt som "Opstanden" (The rising). I eftertiden har opfattelsen af Denmark Versey som skyldig været baseret på den officielle rapport fra retssagen, som har dannet grundlag for en række bøger. Nyere forskning fra 2001 foretaget af Michael P. Johnson (professor i historie ved Johns Hopkins University) stiller derimod et stort spørgsmålstegn ved hele opfattelsen af, at der overhovedet var planlagt et oprør, men at retssagen var iscenesat af den hvide magtelite i Charleston.
Vesey var en dygtig tømrer og havde vundet et lotteri, der gav ham mulighed for at købe sin frihed i en alder af 32 år i 1799. Trods en blomstrende forretning var han dog ikke i stand til at frikøbe sine børn og første kone fra slaveriet. Vesey var aktiv i Second Presbytarian Church og var blandt stifterne af en afdeling under byens episkopalkirke, der hurtigt tiltrak 1848 medlemmer, hvilket gjorde den til landets andenstørste menighed af sin slags.